# Julius Dielitz
Lorenz Karl Julius Dielitz (* 1805 in Berlin; † 25. Mai 1896 in Dresden) war ein preußischer Regierungsrat, der sich durch die Forschung auf dem Gebiet der Heraldik, insbesondere zu Wahl- und Denksprüche einen Namen machte. Die unter Werke angeführte Publikation gehört zu den bedeutenden Schriften auf dem Gebiet. Er stand als Generalsekretär den königlichen Museen vor.

## Werke
- Die Wahl- und Denksprüche, Feldgeschreie, Losungen, Schlacht- und Volksrufe besonders des Mittelalters und der Neuzeit, Frankfurt/Main, 1884
- Ein Werk Michel-Angelo's im königlichen Museum zu Berlin, In: Jahrbücher für Kunstwissenschaft Pt. 2 (1869) p. 245–249